# Via Bregaglia
Die Via Bregaglia ist ein Weitwanderweg in drei Etappen durch das Bergell von Maloja über Vicosoprano und Soglio in Graubünden nach Chiavenna in der italienischen Provinz Sondrio und hat eine Länge von 34 Kilometern.
Ein großer Teil des Weges wird mit Via Panoramica Val Bregaglia als Schweizer Wanderroute 796 (eine von 290 lokalen Routen) in den Albula-Alpen und der Plattagruppe bezeichnet. Die Wanderung beginnt in Maloja Posta (1809 m ü. M.) im Schweizer Kanton Graubünden und führt auf der Nordseite des Bergells rechts der Maira nach Soglio (1097 m ü. M.).

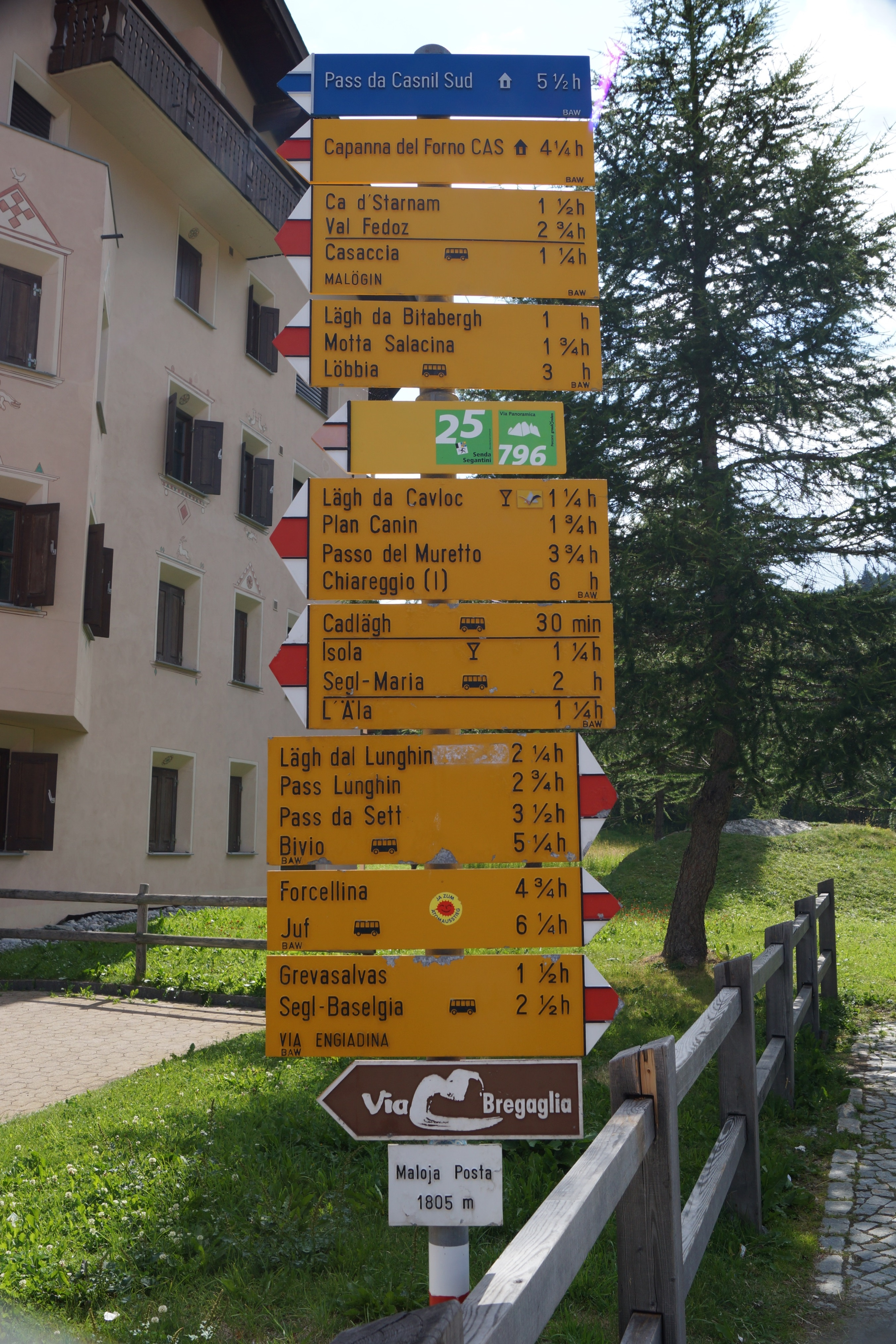
Wegweiser am Startpunkt

Auf dem Weg sind 640 Höhenmeter im Auf- und 1350 im Abstieg bei einer Gesamtlänge von 18 Kilometern zu überwinden, wofür eine Gehzeit von fünf Stunden und 40 Minuten angegeben ist.
Entlang des Tals gibt es eine Buslinie.
Das größere Teilstück (14,2 km) ab Casaccia wird auch als «Via Panoramica Trail» bezeichnet, was der aktuellen Beschreibung bei SchweizMobil entspricht. Das alte Teilstück ab Maloja Posta (vgl. Foto) ist als Senda Segantini gekennzeichnet. 
Eine Erweiterungsmöglichkeit besteht darin, kurz hinter dem Kraftwerk Löbbia den Bach zu queren und ein kurzes Stück der ViaSett (Route 64) zu folgen. So kann man von Pranzaira (Gasthaus und Bushaltestelle) mit der Luftseilbahn zum Albignasee hinauffahren; man befindet sich dann in den Bernina-Alpen. Kurz vor Vicosoprano kann man dann die Talseite wieder wechseln.

## Nachweise
1. ↑  Beschreibung auf «bregaglia.ch».
2. ↑  Alle lokalen Routen bei SchweizMobil.
3. ↑  Lage & Höhe gemäß «geo.admin.ch».
4. ↑  Lage & Höhe gemäß «geo.admin.ch».
5. ↑  Beschreibung auf «graubünden.ch».